# Musée Liechtenstein
Le musée Liechtenstein (en allemand : Liechtenstein Museum) est un musée situé à Vienne en Autriche : il abrite les collections des princes de Liechtenstein, souverains de l'Etat du Liechtenstein. Il comprend d’importantes œuvres d’art européennes, formant l’une des principales collections d’art privées au monde. 

## Siège
Le musée Liechtenstein occupe le palais Liechtenstein, édifice baroque sur la Fürstengasse, dans l'arrondissement viennois d'Alsergrund. Il a ouvert ses portes le 29 mars 2004. Malheureusement, le flux insuffisant de visites a conduit à la fermeture du musée en 2011, et il n’est désormais ouvert aux groupes que sur réservation.

## Collections
Le musée rassemble près de 1 600 peintures. des œuvres allant de la Renaissance à la période Biedermeier, et d'artistes célèbres tels que Cranach l'Ancien, Mantegna, Palmezzano, Raphaël, Quentin Massys, Jordaens, Canaletto ou encore Rubens et Antoine van Dyck. Au rez-de-chaussée, le carrosse d’apparat du prince Johann Adam Andreas, avec lequel il s’est rendu à Paris dans le cadre d’une mission diplomatique, est également exposé.

### Œuvres
- Raphaël : Portrait d'un homme
- Rubens : 
  - Mars et Rhéa Silvia
  - Erichthonios découvert par les filles de Cécrops
  - L'Histoire de Decius Mus (8 peintures)
  - Portrait de Jeune Fille
  - La Toilette de Vénus
  - Portrait d'Albert et Nicolaas Rubens
  - Portrait de Clara Rubens, fille de l'artiste
  - Trois Anges jouant de la musique
  - Portrait de Jan Vermoelen
  - La Chasse de Méléagre et Atalante
  - L'étang au bord de la forêt
  - Ganymède
- Rembrandt : Cupidon avec bulle de savon
- Barthélémy d'Eyck : Portrait d'homme de 1456
- Hals : Portrait d'Homme
- Van Dyck : 
  - Portrait de Marie Louise de Tassis
  - Portrait du peintre Caspar de Crayer
  - Portrait de l'Infante Isabella Clara Eugenia
  - Le Comte Jean VIII de Nassau
  - Portrait d'un noble génois
  - Portrait d'homme
  - Portrait de femme
  - Portrait d'un vieil homme
  - Portrait de James Hamilton, marquis de Hamilton
- Jan Brueghel l'Ancien : 
  - Paysage avec le jeune Tobias
  - Chemin vers le marché
- Cranach l'Ancien :
  - Frédéric III, Electeur de Saxe
  - Vénus
  - Saint Eustache
  - Saint Christophe
  - Sainte Barbara
  - Le Sacrifice d'Abraham
- Metsys : 
  - Portrait d'un chanoine
  - Les Collecteurs d'impôts
- Arcimboldo : Terre
- Piero di Cosimo : Vierge à l'Enfant avec l'enfant Jean Baptiste
- Rosso Fiorentino : Portrait d'un homme avec un chapeau noir
- Le Tintoret : Portrait d'un homme avec son fils
- Le Greco : Portrait d'homme
- Murillo : Vierge à l'Enfant
- Bellotto : 
  - Forteresse de Königstein en Saxe
  - Vue sur la cour de la forteresse de Königstein
  - Pirna, vu de la rive droite de l'Elbe
  - Pirna sur l'Elbe avec le château de Sonnenstein
  - Jardins du palais Liechtenstein à Vienne
  - Jardins du palais Liechtenstein vus de l'Est
- Canaletto : 
  - Canal avec le ponte delle Guglie, le palais Labia et le campanile de San Geremio
  - Place Saint Marc à Venise, avec vue sur la Piazzetta
- Pannini : 
  - Capriccio avec les monuments de l'ancienne Rome
  - Intérieur du Panthéon à Rome
- Gerard Dou : 
  - Violoniste
  - Femme endormie
  - La cave à vin
- Jordaens : 
  - Le repas paysan
  - Jeune femme avec un vieil homme et un perroquet
  - Comme les vieux chantaient, ainsi les jeunes piaillent
  - Méléagre et Atalante
  - Les Cadeaux de la mer
  - L'Adoration des Bergers
- Teniers le Jeune : 
  - Trois paysans chantant à une table
  - Un commerce de chevaux
  - Paysans fumant et buvant dans une taverne
  - Fermière avec un verre de vin
  - Paysans jouant de la musique
  - Festins de singes
- Van Ruysdael :
  - Paysage fluvial avec bac
  - Paysage avec le Kronenburg près de Nimègue
  - Paysage de rivière hollandaise
- Vigée Lebrun : 
  - Portrait de Marie-Josèphe-Hermengilde de Liechtenstein, princesse Esterhazy
  - Portait de la princesse Karoline de Liechtenstein
- Angelica Kauffmann :
  - Télémaque et Mentor sur l'île de Calypso
  - Portrait du roi Ferdinand IV et sa famille
  - Portrait de Maria Josepha de Liechtenstein, princesse Esterhazy
- Hubert Robert : Capriccio avec le Panthéon devant le port de Ripetta

## Choix d'œuvres

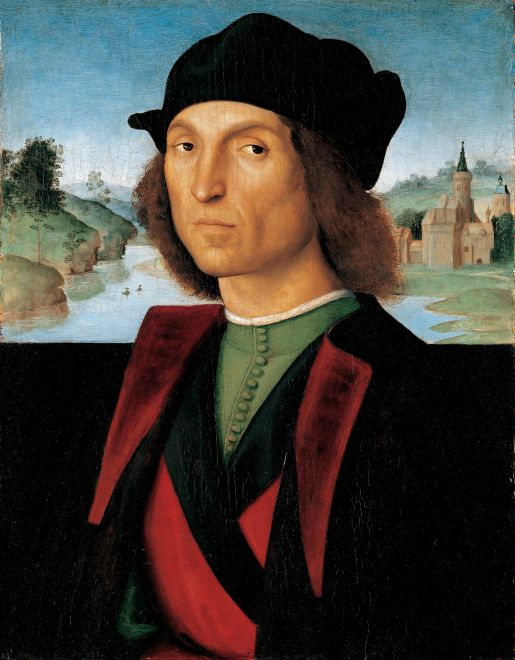
Raphaël, Portrait d'homme.
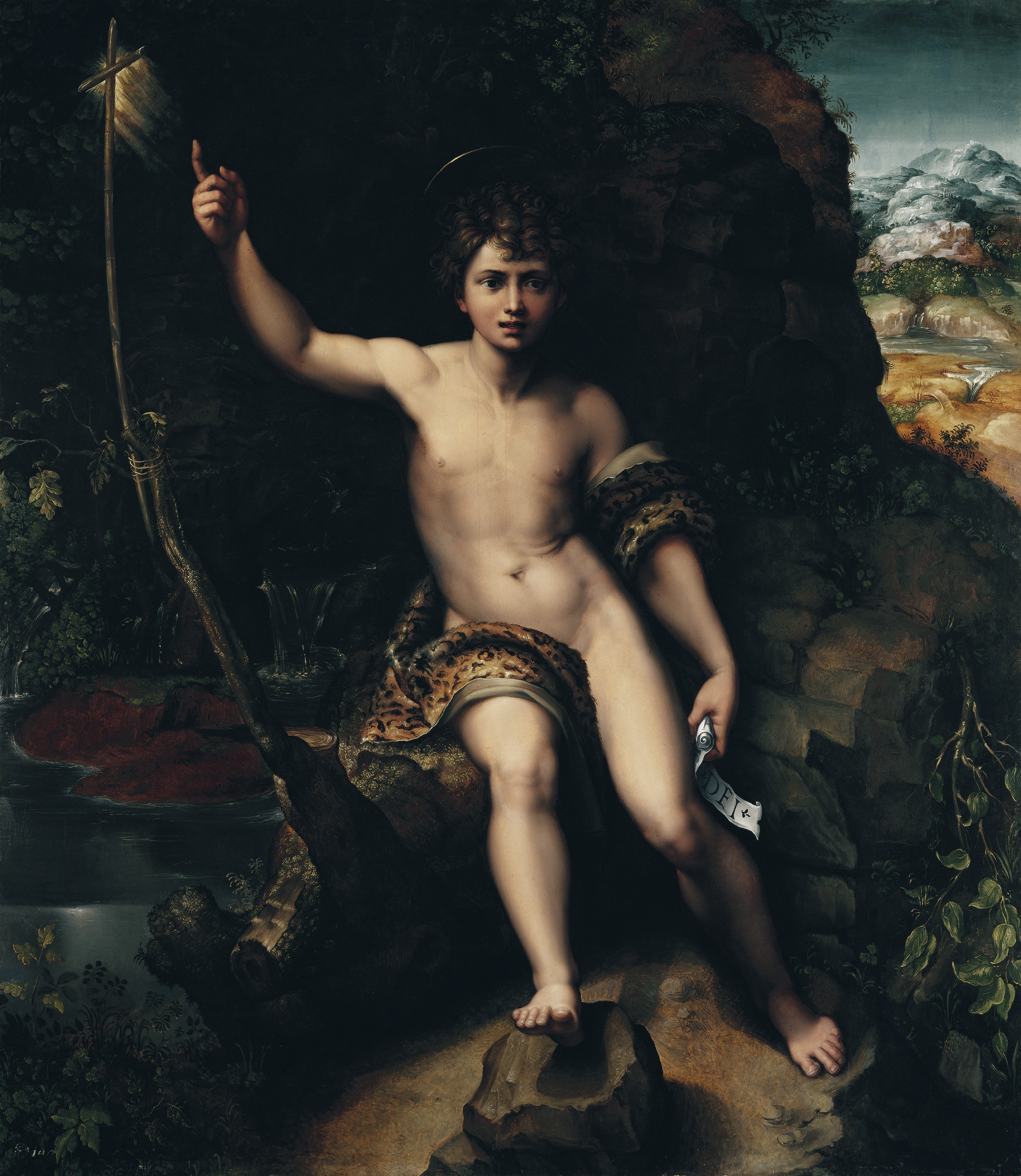
Giulio Romano, Saint Jean dans le désert.
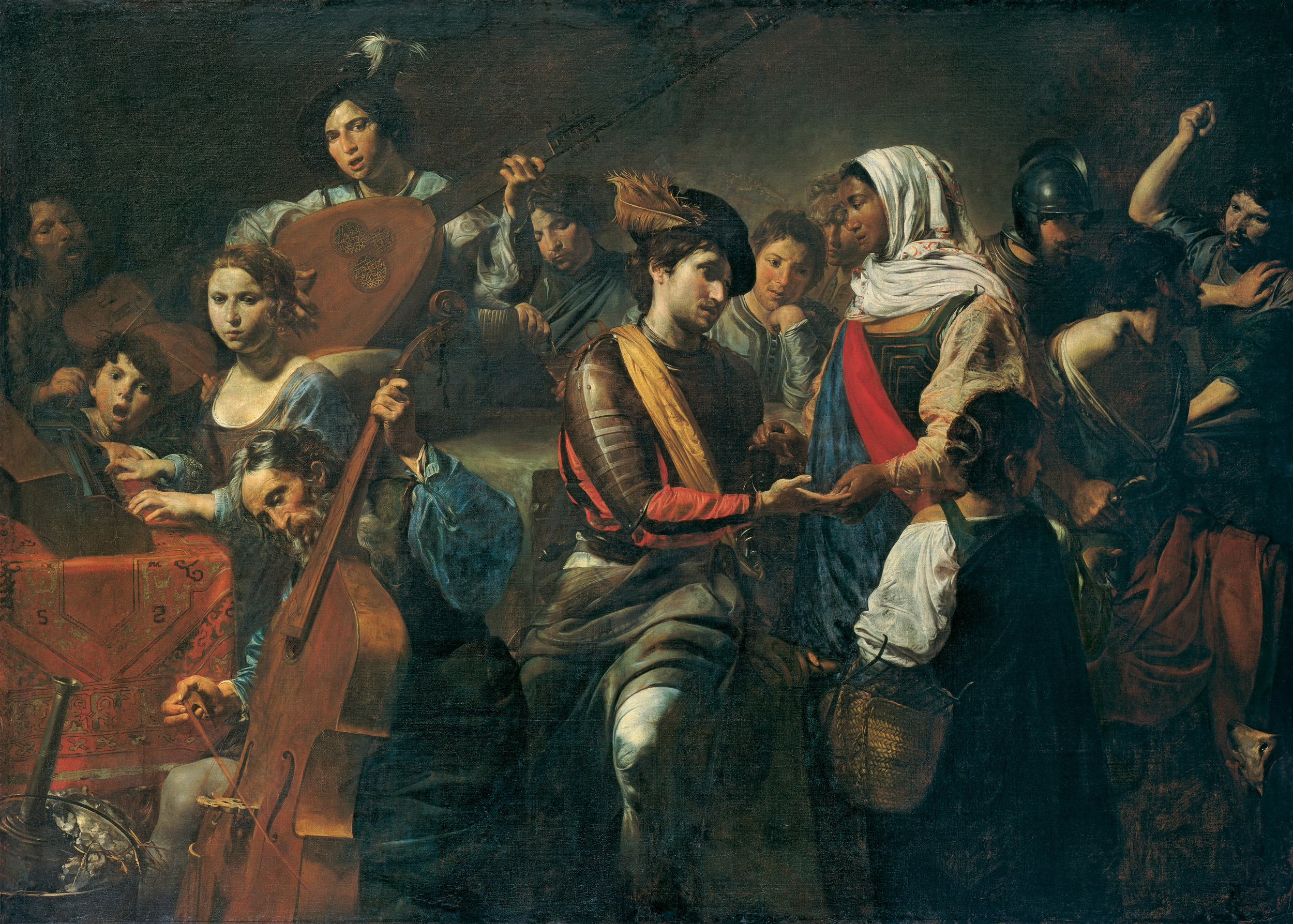
Jean Valentin de Boulogne, Concert avec une diseuse de bonne aventure.
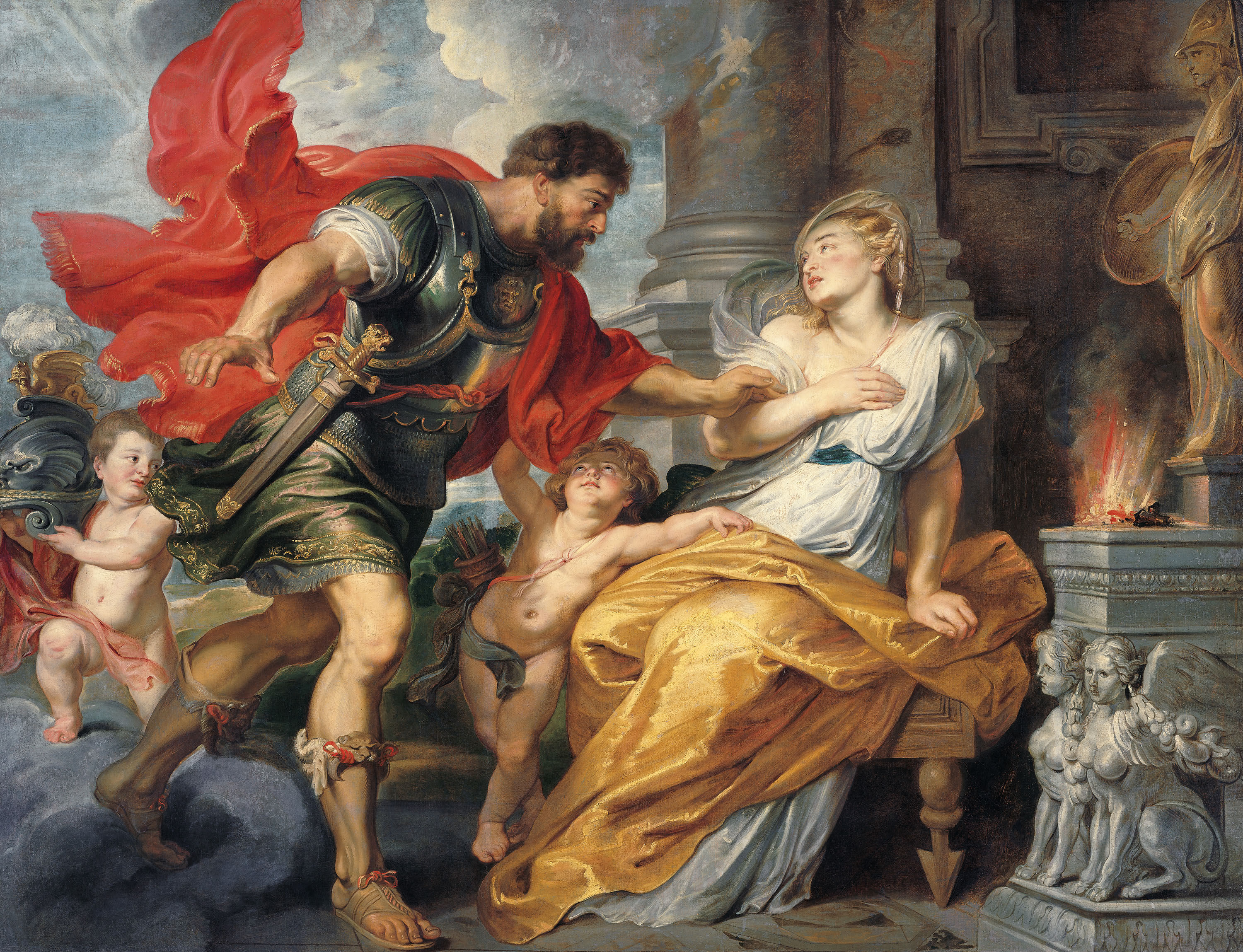
Rubens, Mars et Rhéa Silvia.
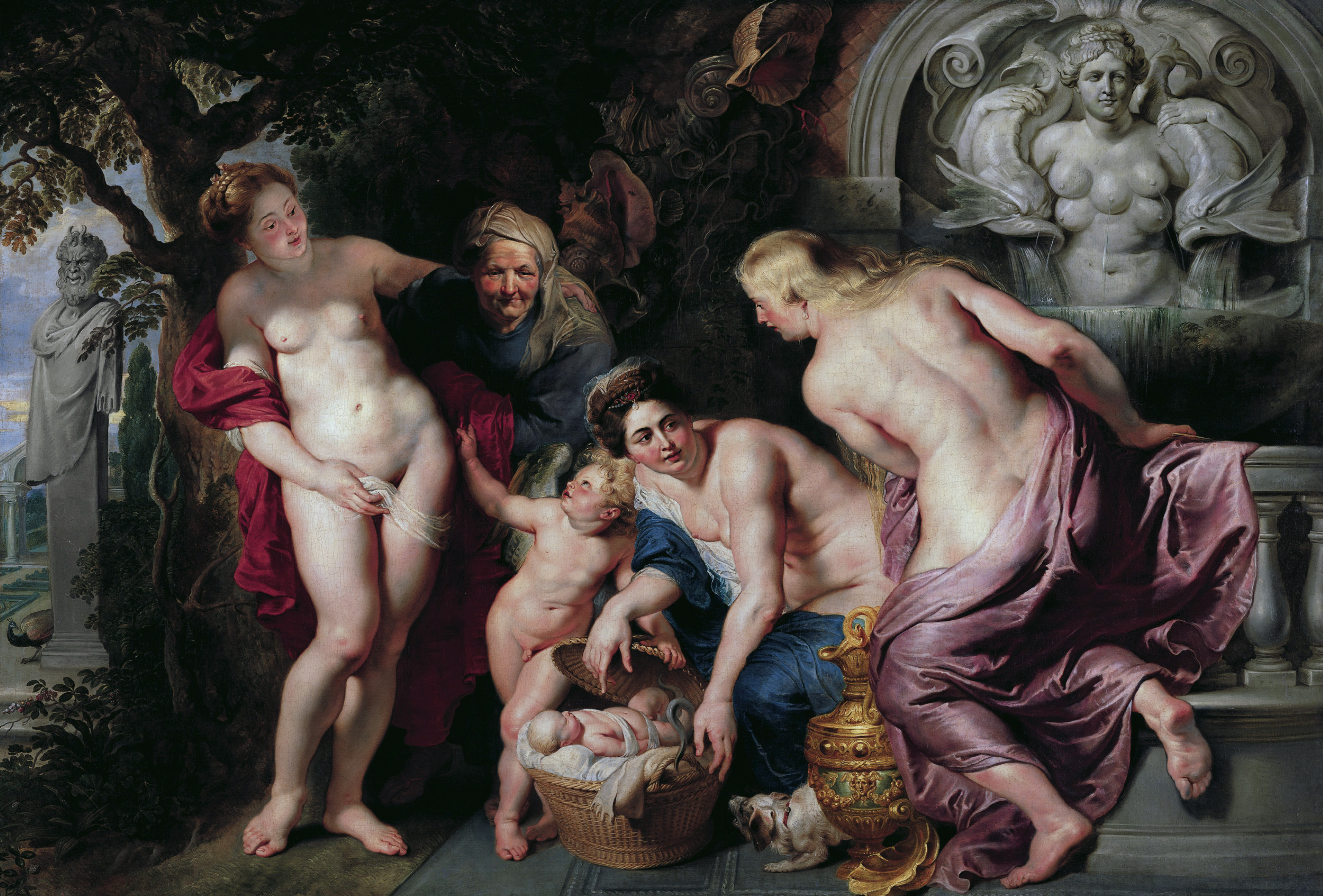
Rubens : Érichthonios découvert par les filles de Cécrops (1616).
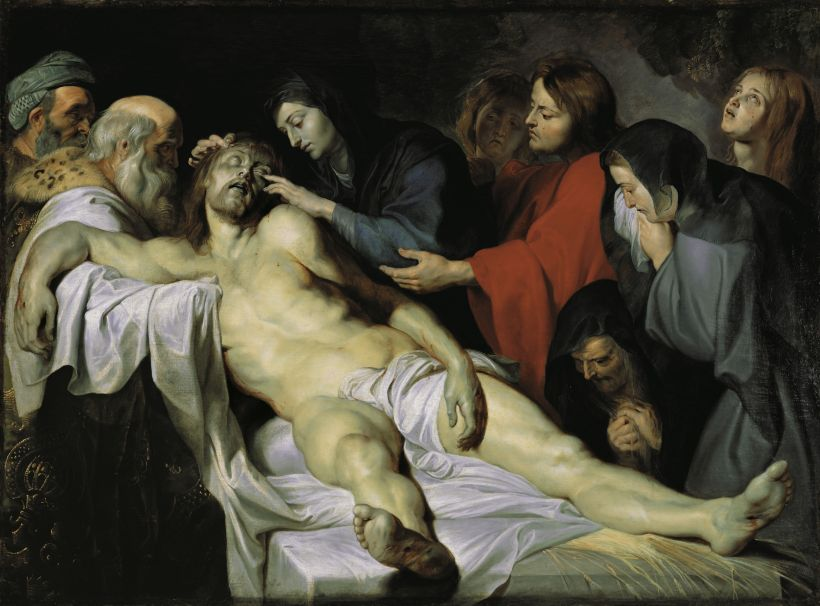
Rubens, La Lamentation du Christ.
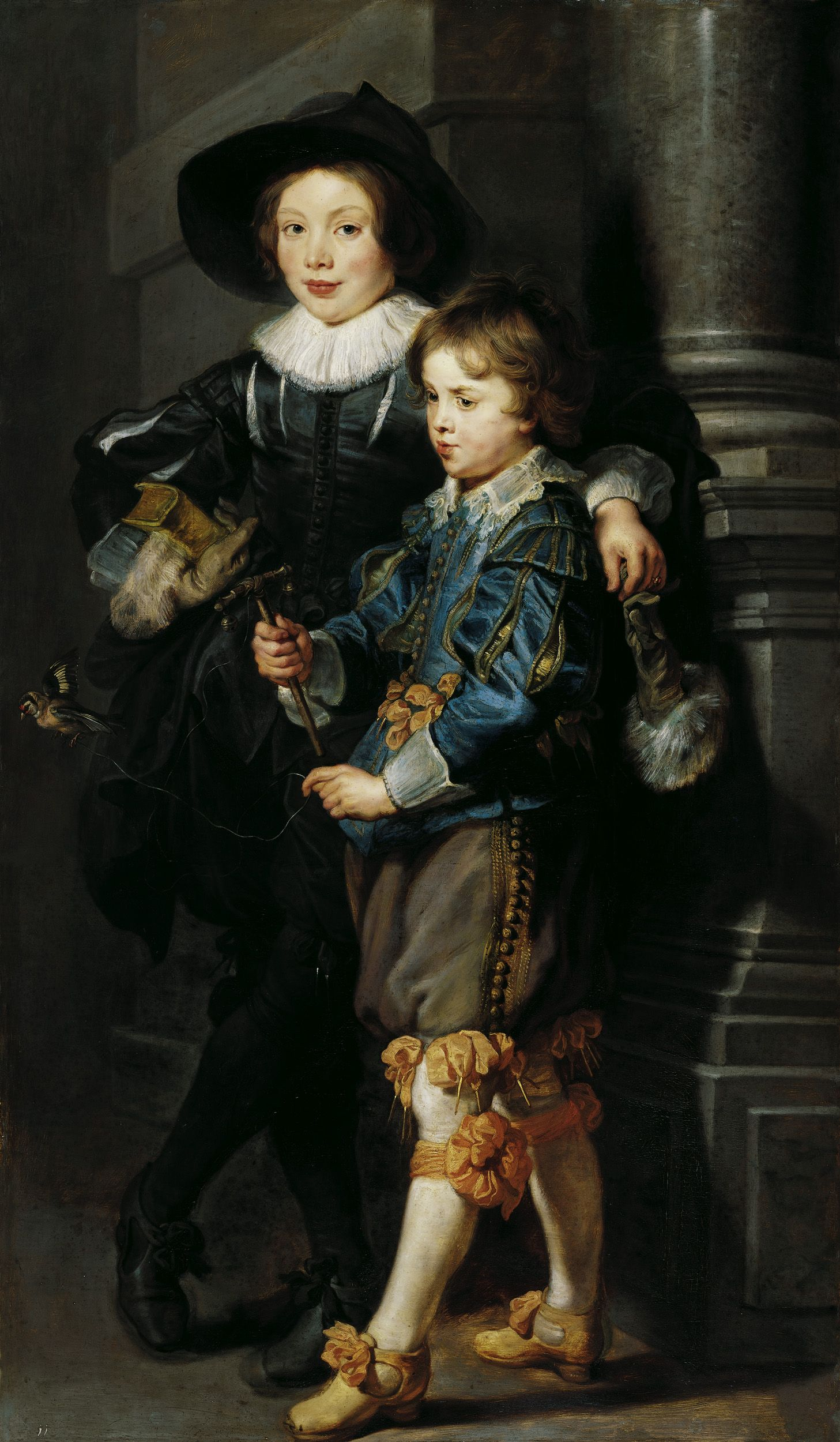
Rubens, Portrait de ses fils Albert et Nicolas.
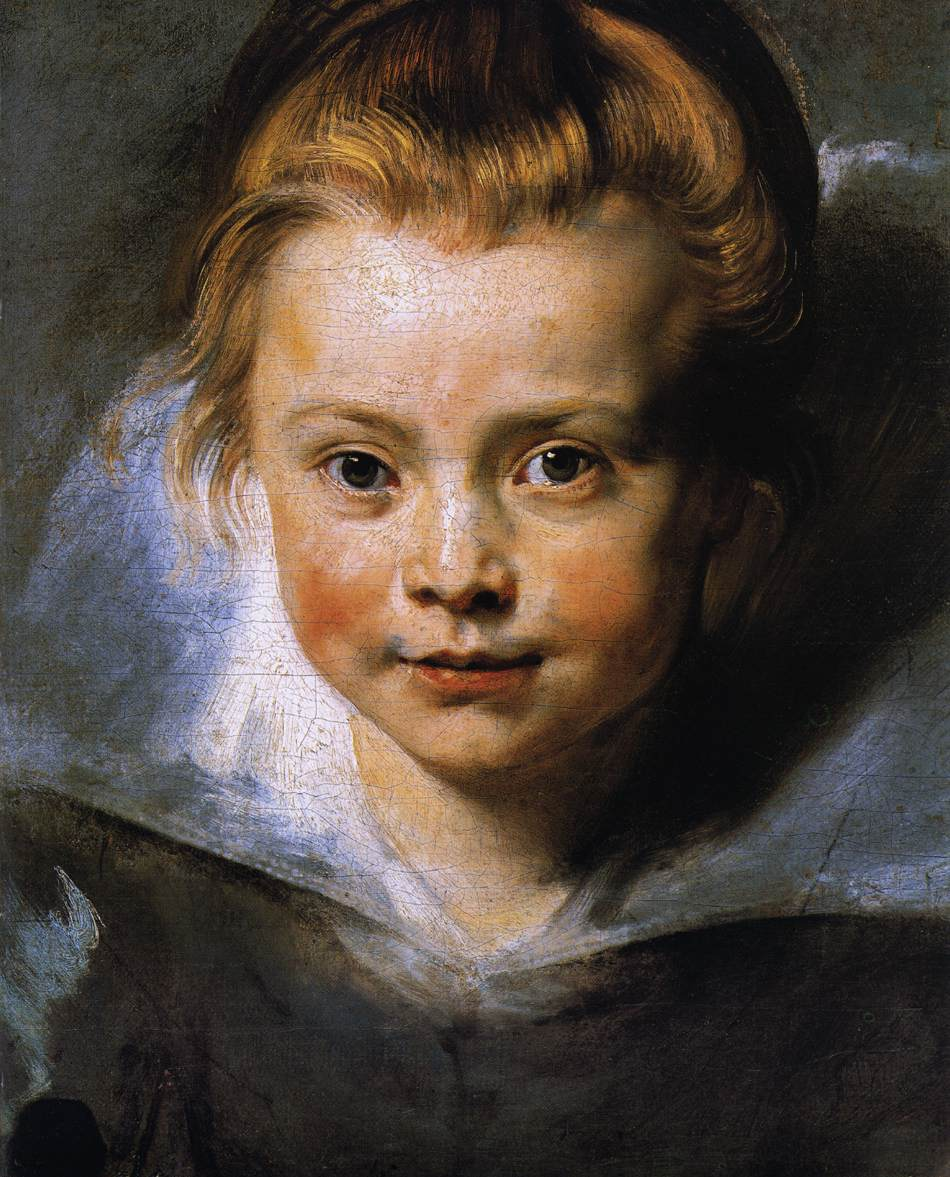
Rubens, Portrait de sa fille Clara.
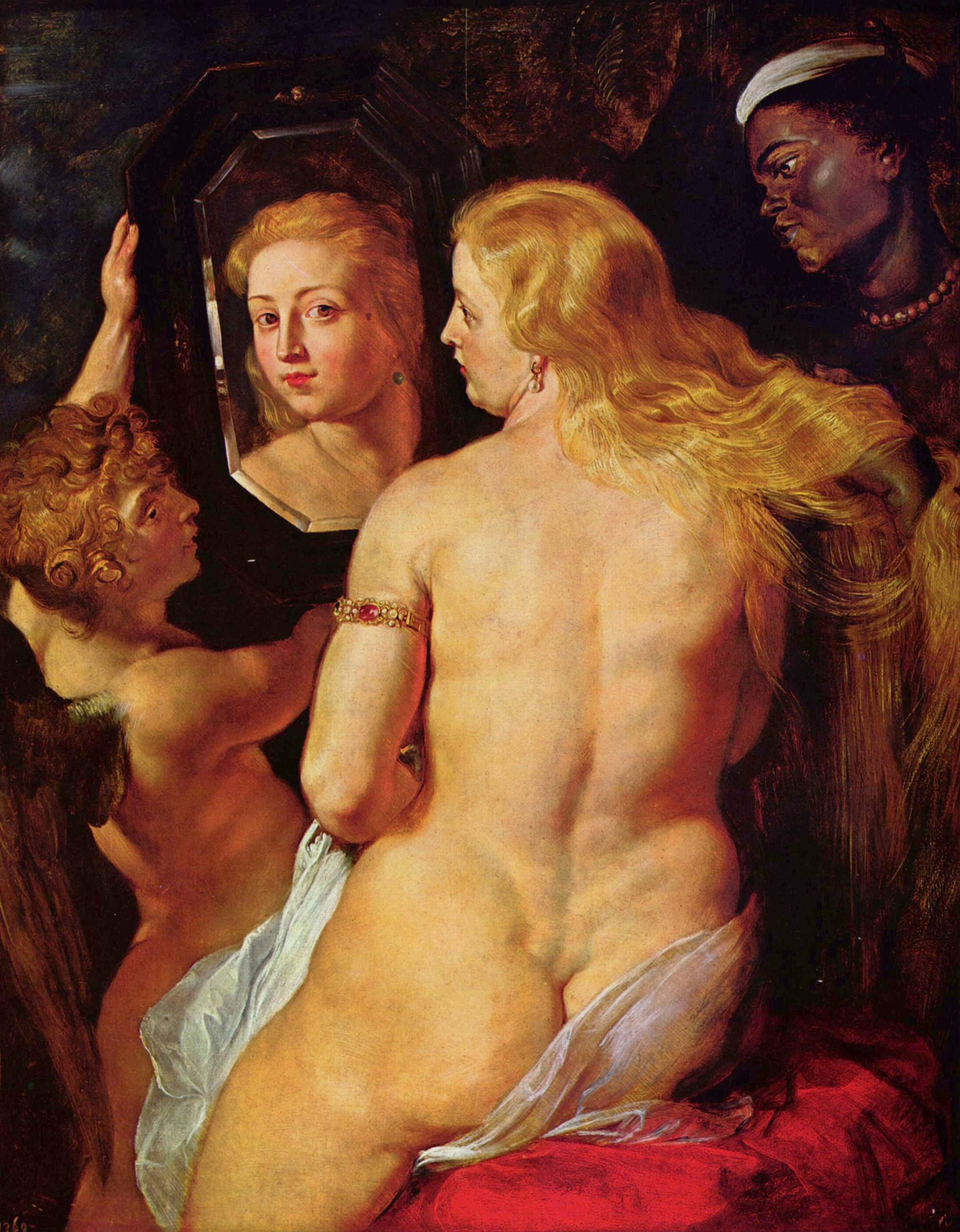
Rubens, Toilette de Vénus
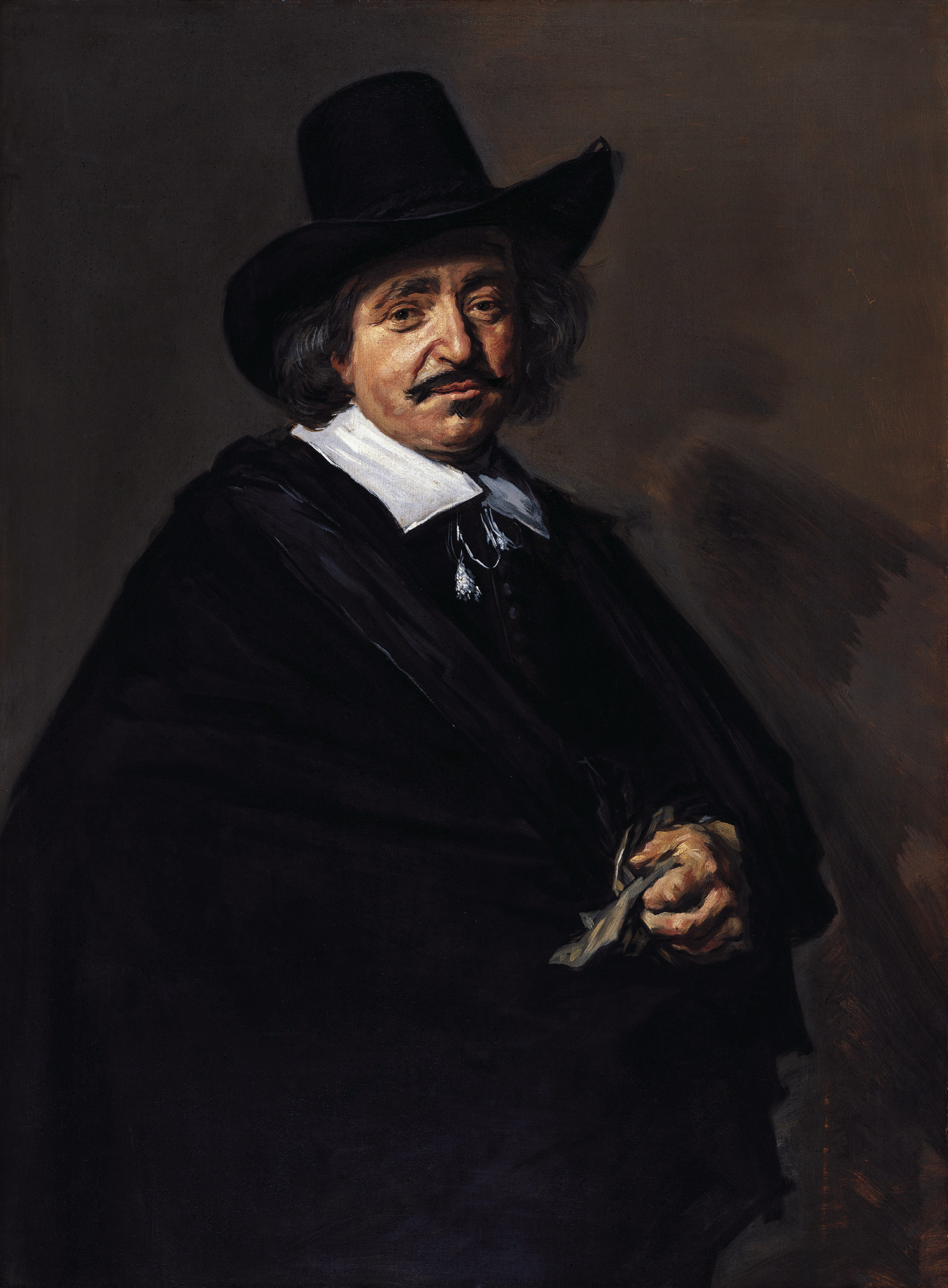
Frans Hals, Portrait d'un homme.
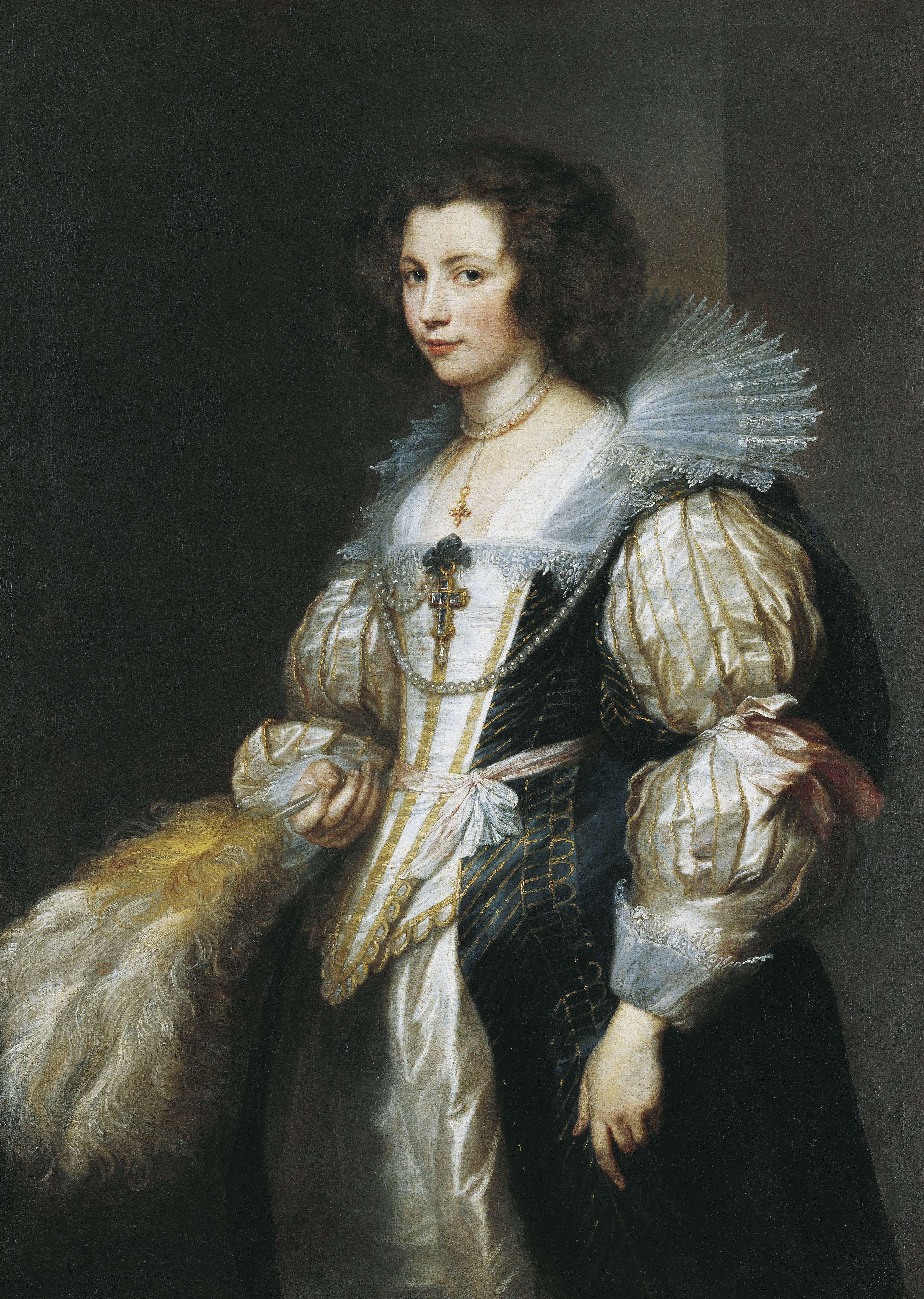
Van Dyck, Portrait de Marie-Louise von Taxis.
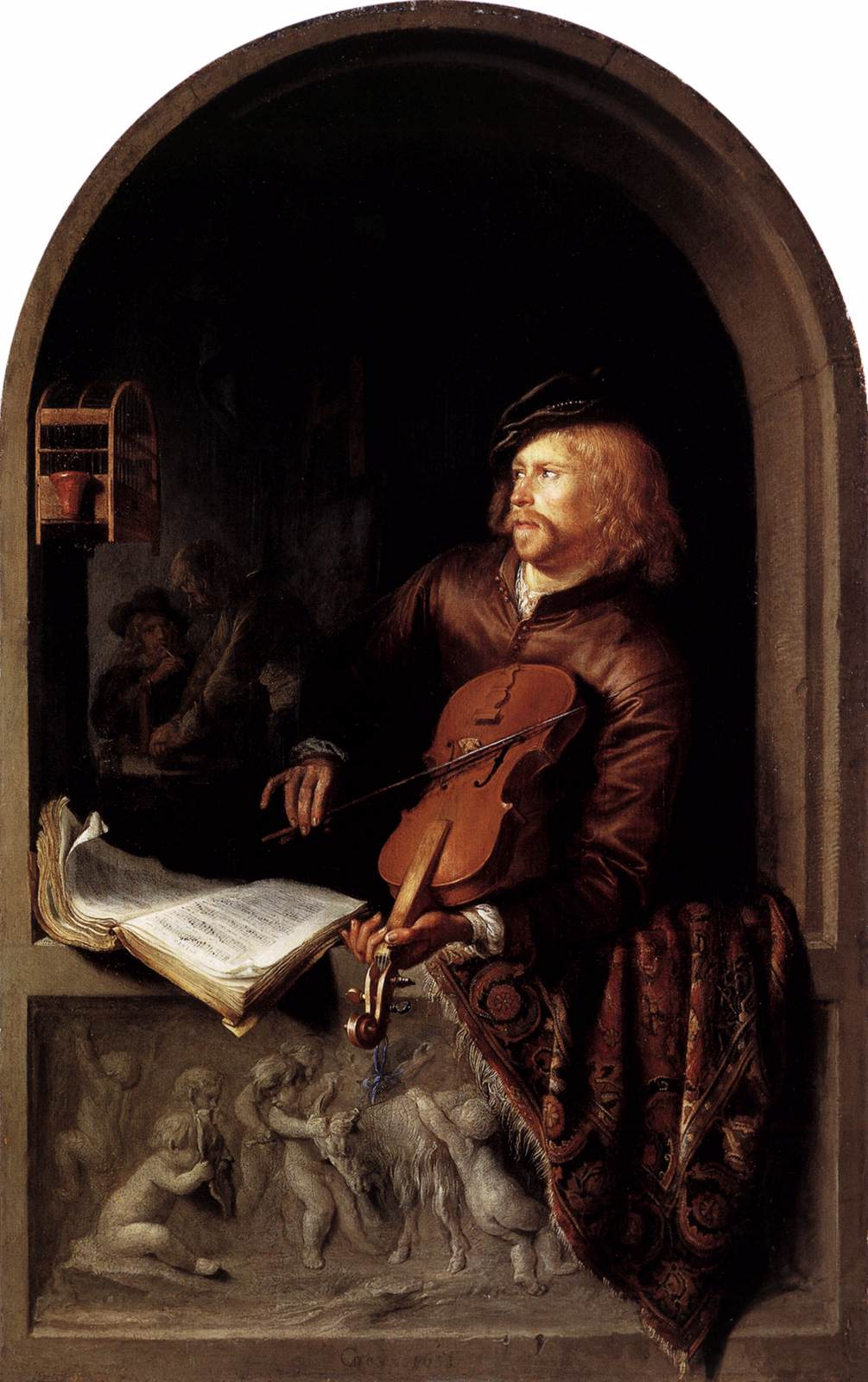
Gerard Dou, Joueur de violon.
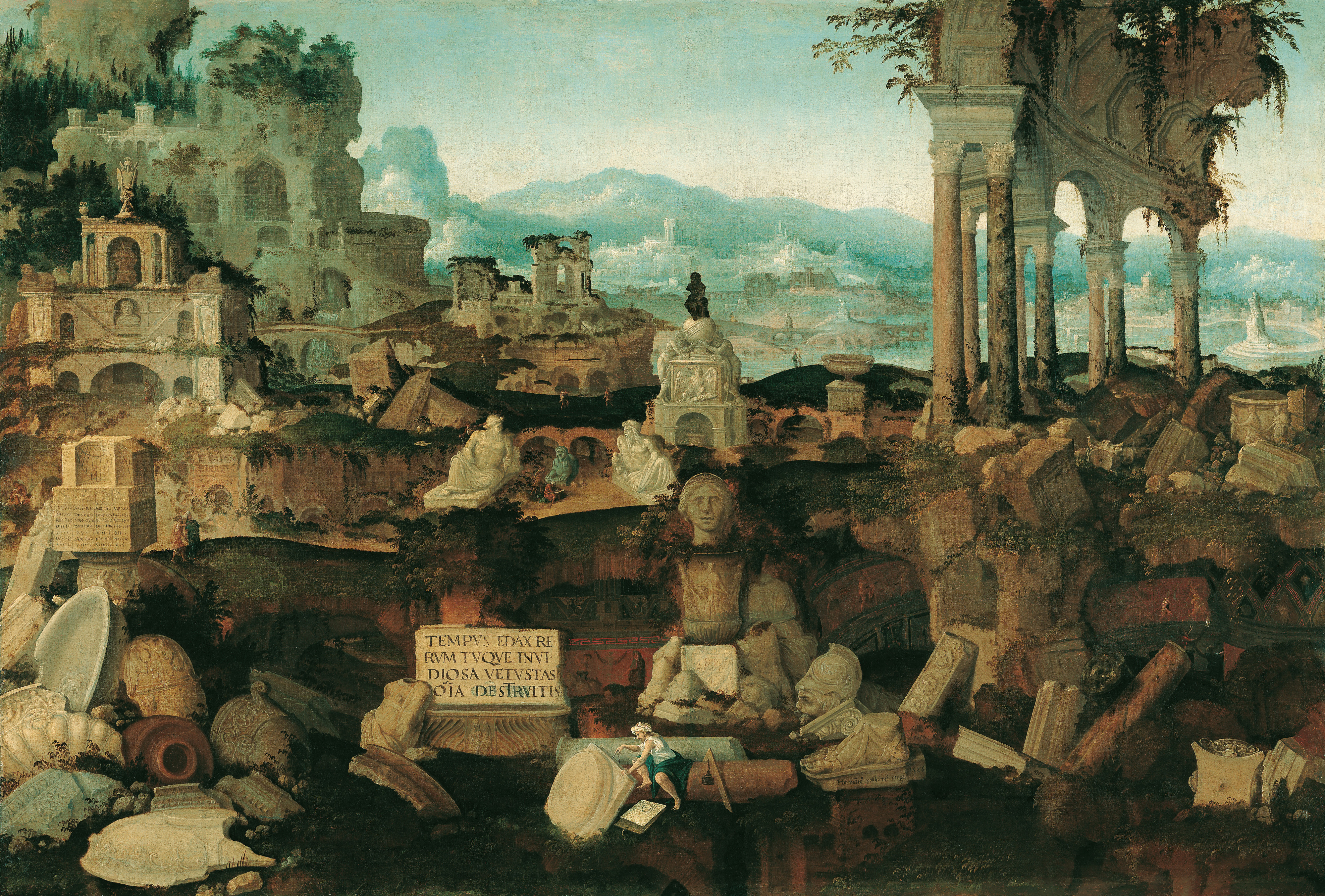
Herman Posthumus, Paysage avec des ruines.
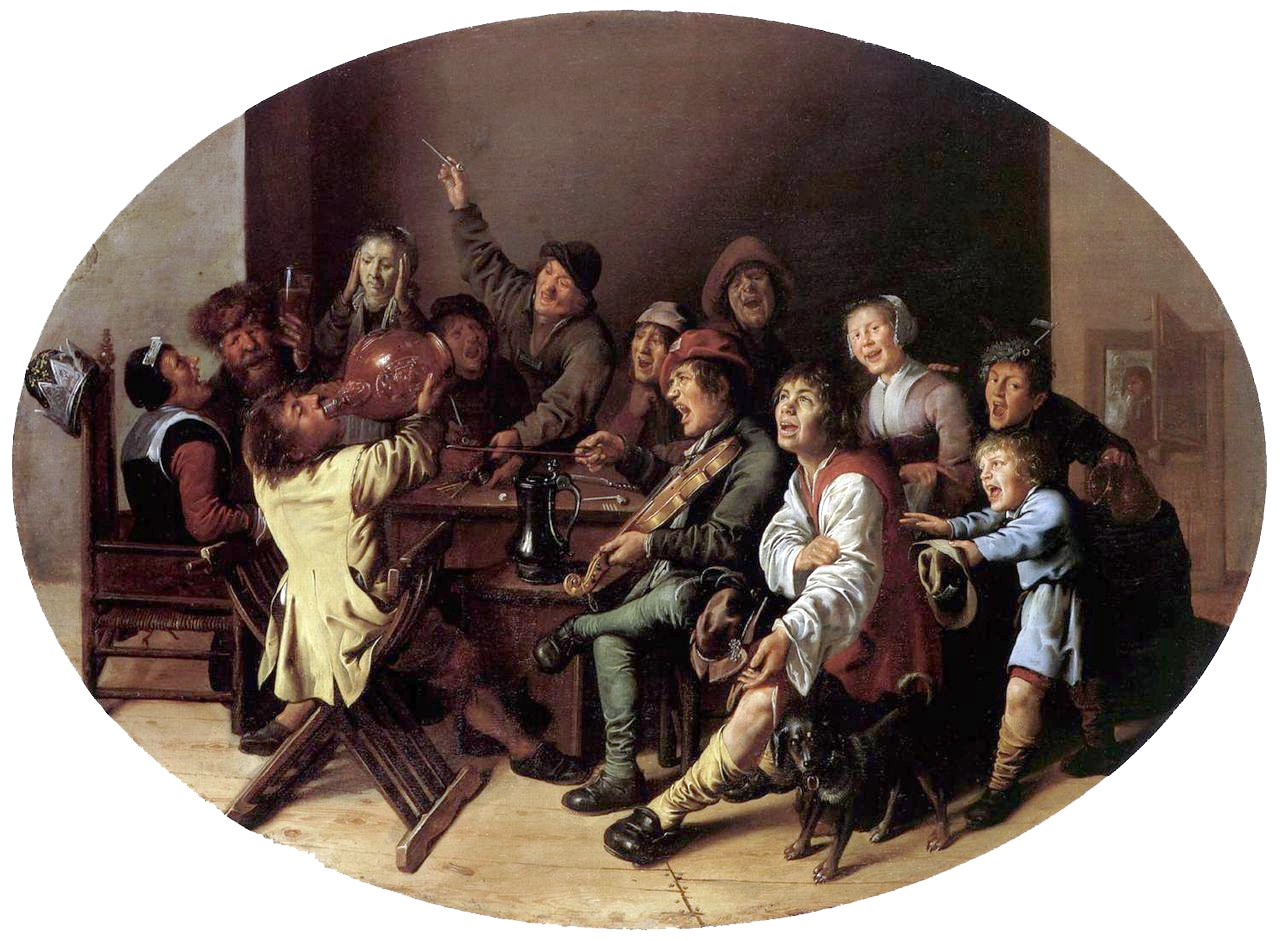
Molenaer, Le roi boit.
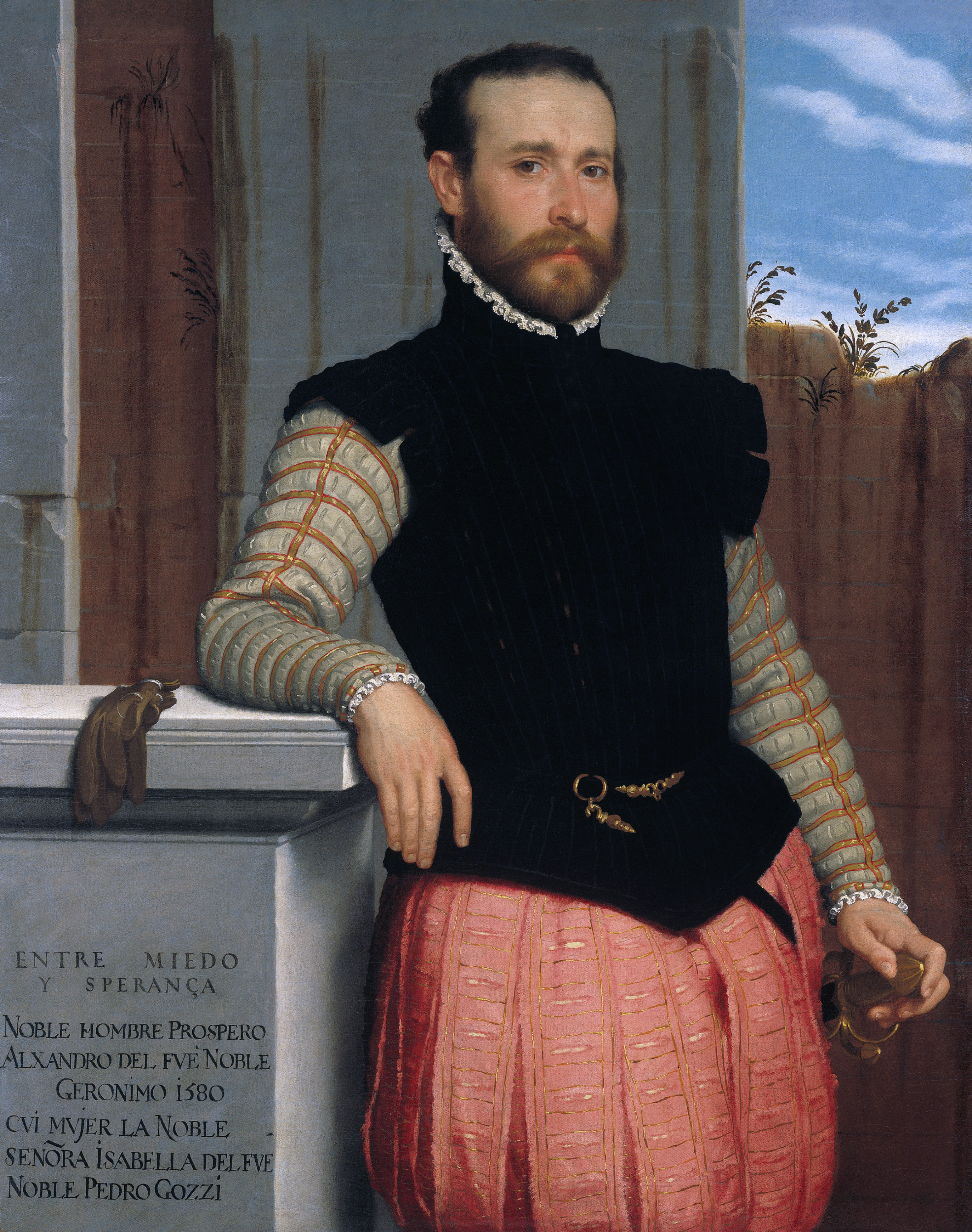
Giovanni Battista Moroni, ' Prospero Alessandri.
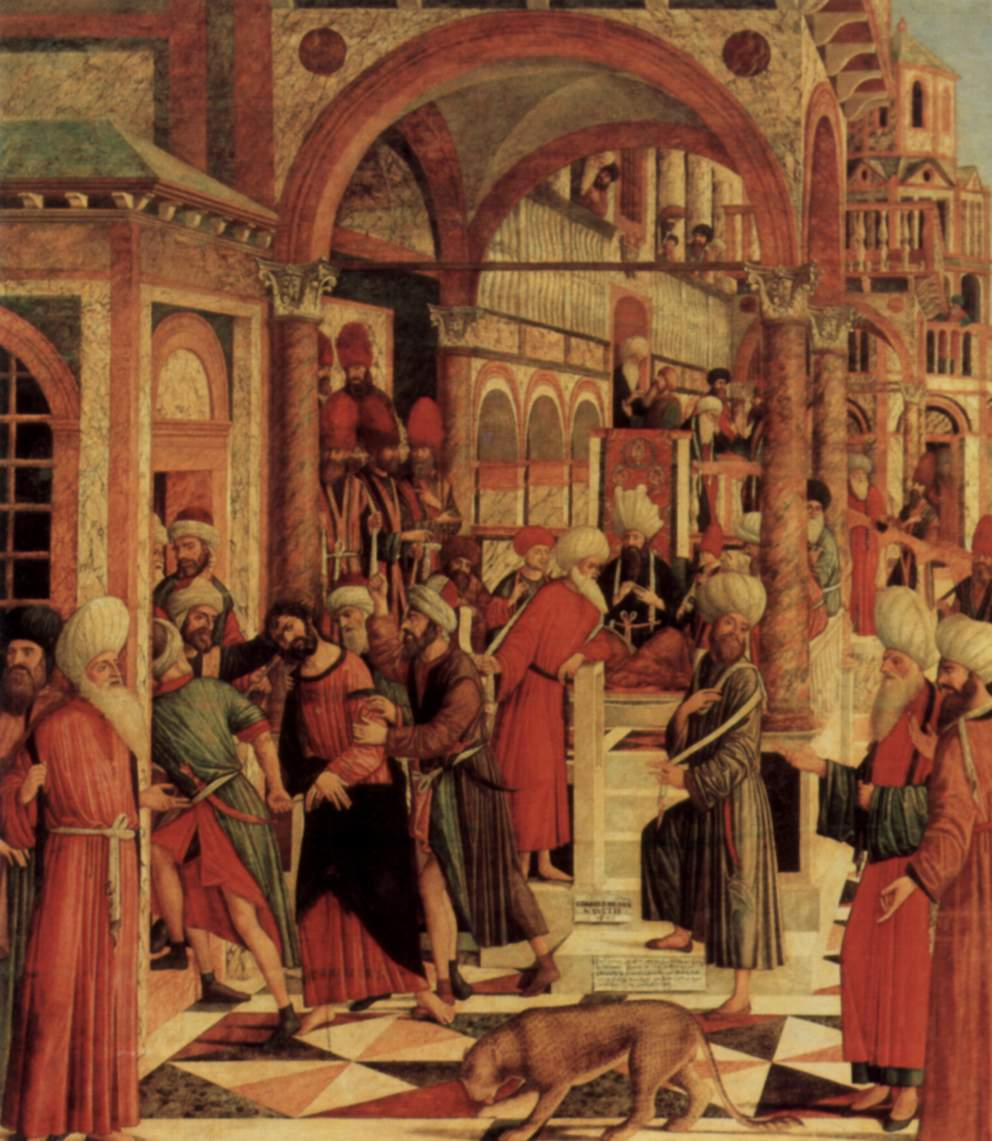
Mansueti, Saint Marc fait prisonnier.
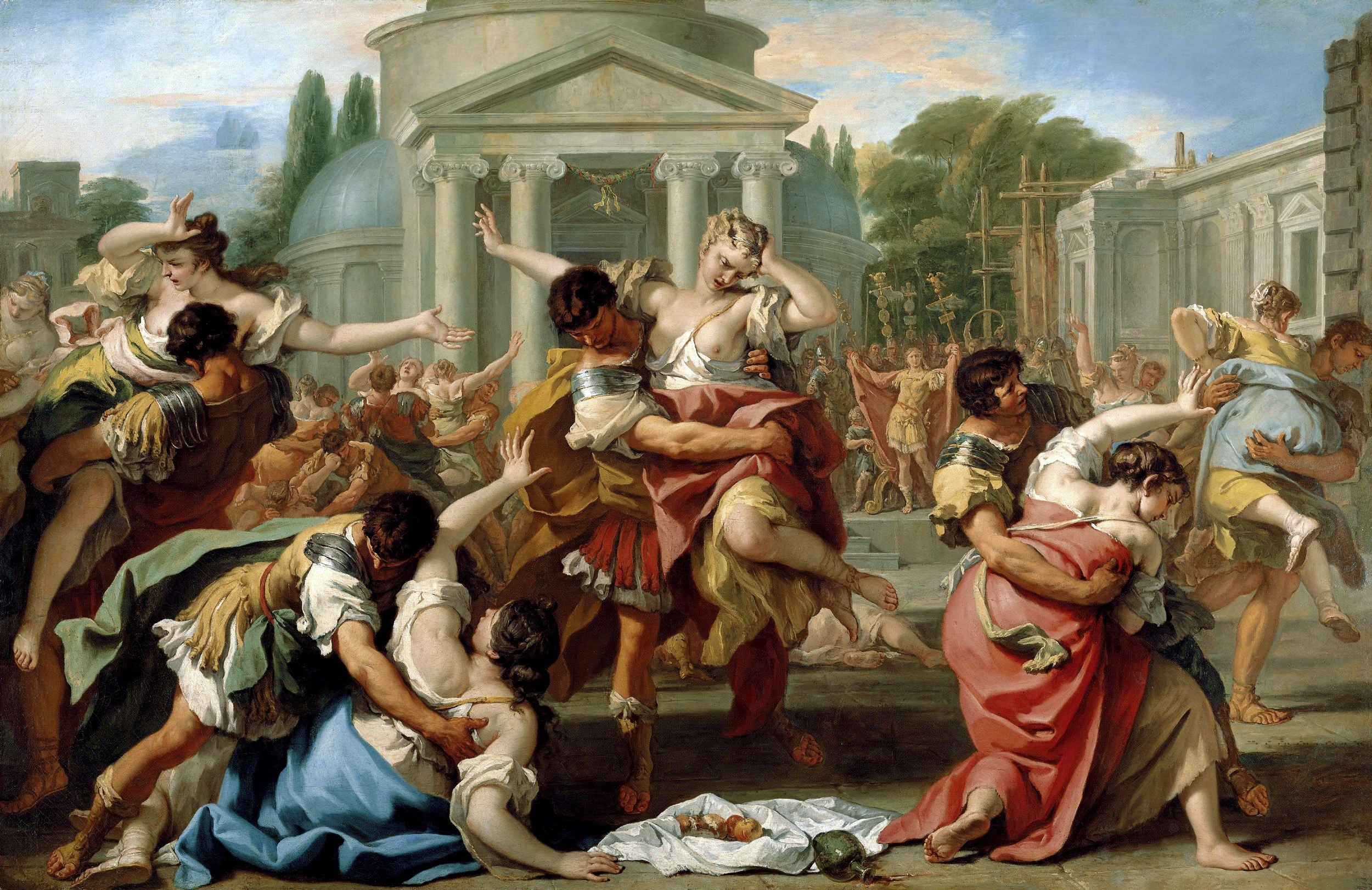
Sebastiano Ricci, L'Enlèvement des Sabines.
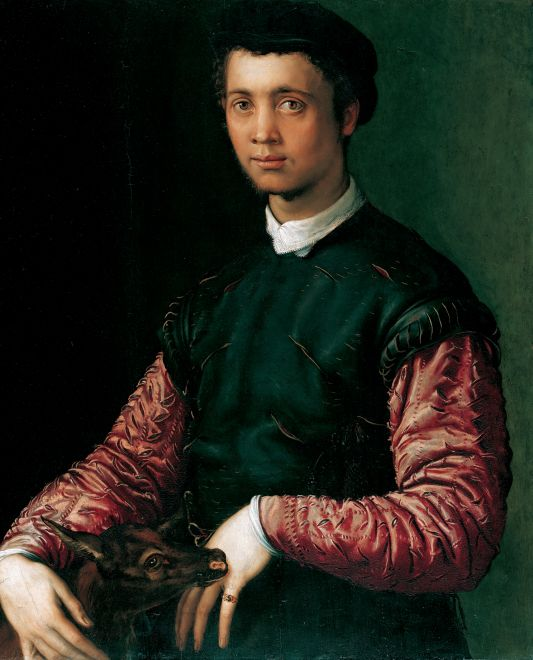
Salviati, Portrait  d'un jeune homme.
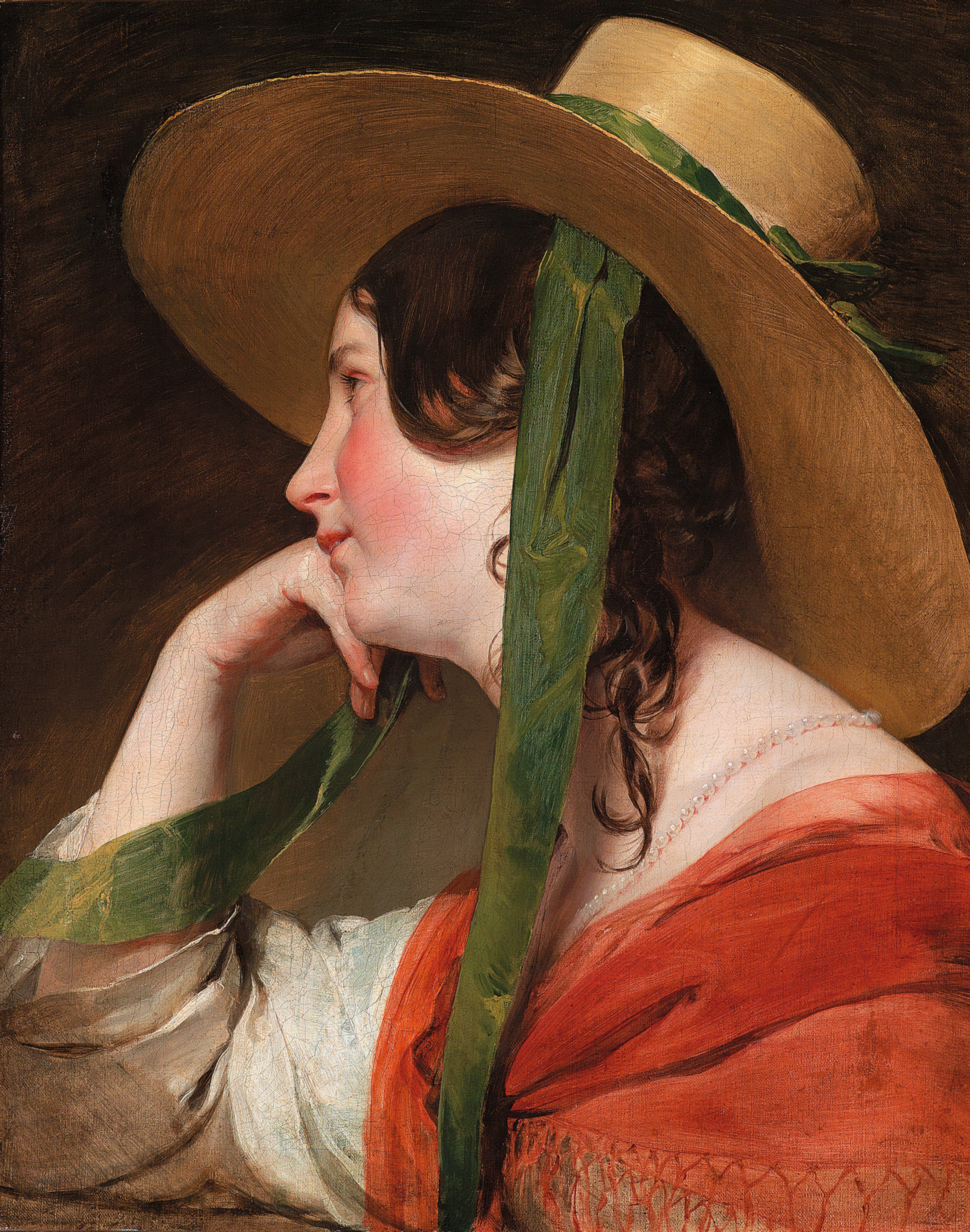
Friedrich von Amerling, Fille au chapeau de paille.
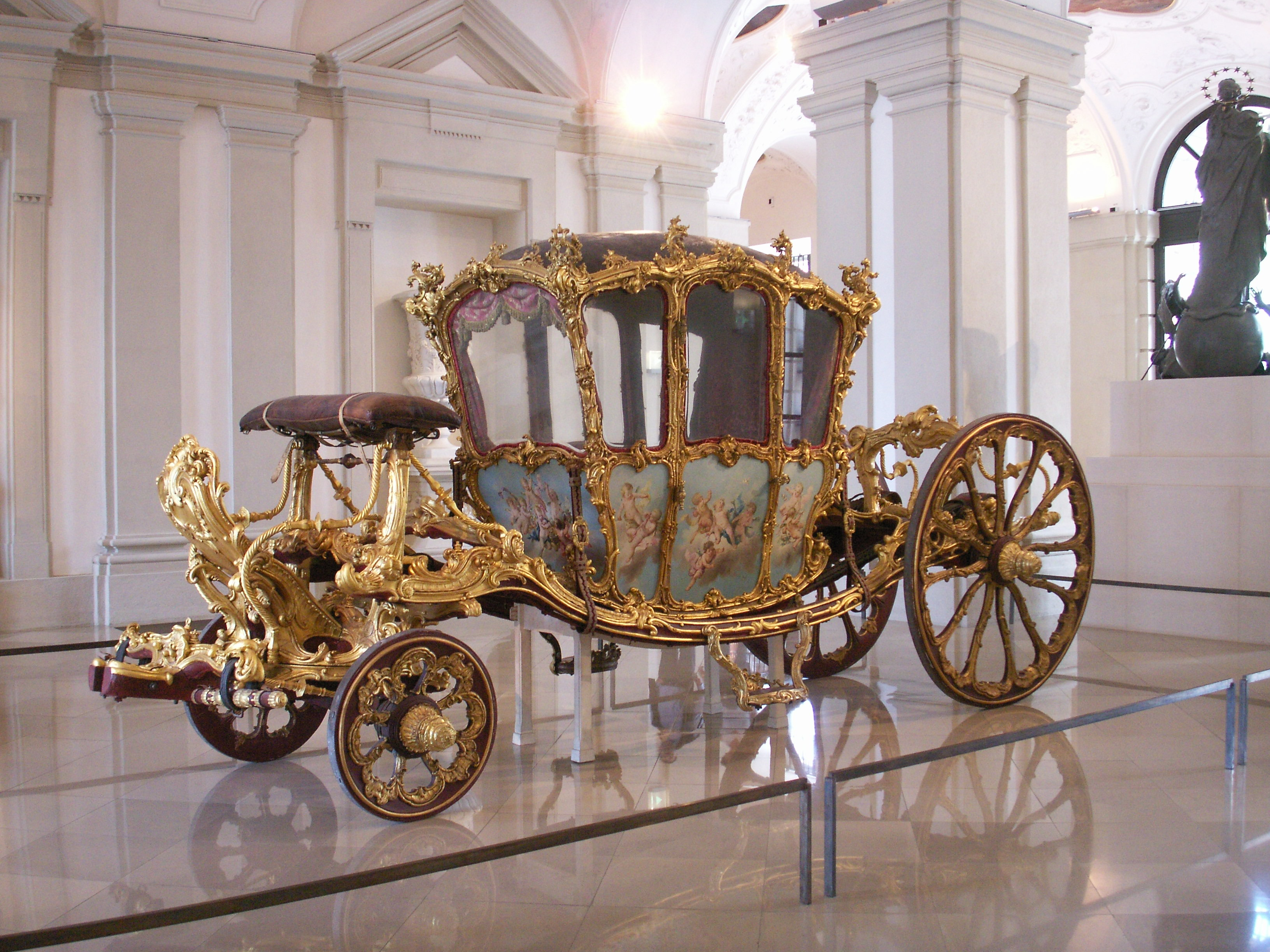
Char d'or du prince Joseph Wenzel Ier du Liechtenstein (1738)